# Potențial termodinamic
În termodinamică, un potențial termodinamic este o funcție de stare a unui sistem fizico-chimic și are dimensiunile unei energii. Diferitele tipuri de potențial exprimă capacitatea energetică a sistemului în timpul unei transformări, în funcție de condițiile în care ea are loc.

## Tipuri de potențiale termodinamice
Cele patru potențiale uzuale sunt următoarele:
| Denumire                                    | Simbol                                      | Variabile                       | Funcție                     | Diferențială totală                                     |
| ------------------------------------------- | ------------------------------------------- | ------------------------------- | --------------------------- | ------------------------------------------------------- |
| energie internă                             | {\displaystyle U\,}                         | {\displaystyle S,V,\{N_{i}\}\,} |                             | {\displaystyle dU=T\,dS-p\,dV+\sum \mu _{i}\,dN_{i}\,}  |
| entalpie                                    | {\displaystyle H\,} sau {\displaystyle I\,} | {\displaystyle S,p,\{N_{i}\}\,} | {\displaystyle H=U+pV\,}    | {\displaystyle dH=T\,dS+V\,dp+\sum \mu _{i}\,dN_{i}\,}  |
| energie liberă sau energie liberă Helmholtz | {\displaystyle F\,} sau {\displaystyle A\,} | {\displaystyle T,V,\{N_{i}\}\,} | {\displaystyle F=U-TS\,}    | {\displaystyle dF=-S\,dT-p\,dV+\sum \mu _{i}\,dN_{i}\,} |
| entalpie liberă sau energie liberă Gibbs    | {\displaystyle G\,}                         | {\displaystyle T,p,\{N_{i}\}\,} | {\displaystyle G=U+pV-TS\,} | {\displaystyle dG=-S\,dT+V\,dp+\sum \mu _{i}\,dN_{i}\,} |

unde T este temperatura, S este entropia, p este presiunea, V este volumul. {\displaystyle N_{i}} este numărul de particule de tip i în sistem. De obicei parametrii {\displaystyle N_{i}} sunt ignorați în sistemele monocomponent (cu o singură substanță) unde compoziția nu se modifică.

## Descriere și interpretare
Potențialele termodinamice sunt folosite la calculul echilibrului reacțiilor chimice, sau la măsurarea proprietăților substanțelor folosind reacțiile chimice. Reacțiile chimice au de obicei loc în condiții simple, ca presiune și temperatură constantă, sau volum și entropie constantă, iar când aceste condiții sunt îndeplinite se aplică potențialul termodinamic corespunzător. Ca și în mecanică, potențialul sistemul va tinde să scadă, iar la echilibru, în acele condiții, potențialul va atinge valori minime. Ca urmare potențialele termodinamice pot caracteriza starea energetică a unui sistem în condițiile date.
În particular:
- Dacă entropia (S ) și parametrii (aici volumul) unui sistem închis sunt menținuți constanți, energia internă (U ) scade și atinge valoarea minimă la echilibru. Asta provine din primul și al doilea principiu al termodinamicii și se numește principiul energiei minime. Din acest principiu rezultă următoarele propoziții:
- Dacă temperatura (T ) și parametrii unui sistem închis sunt menținuți constanți, energia liberă Helmholtz (F ) scade și atinge valoarea minimă la echilibru.
- Dacă presiunea (p ) și parametrii unui sistem închis sunt menținuți constanți, entalpia (I ) scade și atinge valoarea minimă la echilibru.
- Dacă temperatura (T ), presiunea (p ) și parametrii unui sistem închis sunt menținuți constanți, energia liberă Gibbs (G ) scade și atinge valoarea minimă la echilibru.

### Parametri
Variabilele menținute constante în transformări sunt numite parametri ai potențialului respectiv. Parametrii sunt importanți deoarece dacă un potențial termodinamic poate fi exprimat ca o funcție de parametrii săi, toate proprietățile termodinamice ale sistemului pot fi determinate prin ecuații cu derivate parțiale ale potențialului respectiv în funcție de parametri, lucru care nu este valabil pentru alte variabile. Invers, dacă un potențial termodinamic nu va fi exprimat în funcție de parametri, nu va reflecta toate proprietățile termodinamice ale sistemului.

### Parametri conjugați
Parametri conjugați sunt mărimi al căror produs are dimensiunea energiei sau se măsoară în unități de energie. Aceste mărimi pot fi denumite forțe generalizate și deplasări generalizate prin analogie cu sistemele mecanice.
De exemplu, în perechea pV, presiunea p corespunde unei forțe generalizate: Diferența de presiune dp determină o variație de volum dV, iar produsul acestora este energia cedată de sistem prin lucru al forței. Similar, diferența de temperatură determină variația entropiei, iar produsul acestora este energia cedată de sistem prin transfer termic. 
Forța termodinamică este întotdeauna un parametru intensiv iar deplasarea este întotdeauna un parametru extensiv, rezultând o energie extensivă. Parametrul intensiv (forța) este derivata energiei interne în funcție de parametrul extensiv (deplasare), toate celelalte variabile rămânând constante.

### Alți parametri conjugați – potențialul chimic
Teoria potențialelor termodinamice nu este completă fără a lua în considerare numărul particulelor din sistem ca parametru similar cu alte mărimi extensive ca volumul sau entropia. Numărul particulelor este, la fel ca volumul sau entropia, un parametru de „deplasare” într-o pereche de parametri conjugați. Componenta forței generalizate este în acest caz potențialul chimic. Acesta poate fi considerat ca o forță care determină schimbul de particule cu exteriorul sau între faze. De exemplu, dacă un sistem conține lichid și vapori, potențialul chimic al lichidului determină trecerea moleculelor din lichid în stare gazoasă (evaporare), iar potențialul chimic al stării gazoase determină trecerea moleculelor din starea gazoasă în lichid (condensare). Când aceste potențiale devin egale se atinge starea de echilibru termodinamic interfazic.

## Ecuațiile fundamentale
Relațiile potențialelor termodinamice pot fi derivate, obținându-se un set de ecuații fundamentale în concordanță cu principiile întâi și al doilea al termodinamicii. Din Primul principiu al termodinamicii orice variație infinitezimală a energiei interne U a unui sistem poate fi scrisă ca suma căldurii care intră în sistem și a lucrului mecanic efectuat de sistem asupra mediului, fără a adăuga noi particule (masă) sistemului,
{\displaystyle \mathrm {d} U=\delta Q-\delta L+\sum _{i}\mu _{i}\,\mathrm {d} N_{i}}
unde {\displaystyle \delta Q} este variația căldurii din sistem, iar {\displaystyle \delta L} este lucrul mecanic efectuat de sistem, {\displaystyle \mu _{i}} este potențialul chimic al particulei de tip i  iar {\displaystyle N_{i}} este numărul particulelor de tip i . (Notă: {\displaystyle \delta Q} și {\displaystyle \delta L} nu sunt diferențiale exacte. Micile variații ale acestor variabile sunt de obicei reprezentate prin δ în loc de d.)
Cu ajutorul celui de al doilea principiu al termodinamicii se poate exprima variația energiei interne ca funcții de stare și derivatele lor:
{\displaystyle \delta Q\leq T\mathrm {d} S\,}
{\displaystyle \delta L=p\mathrm {d} V\,}
unde egalitățile sunt valabile pentru procese reversibile.
Asta conduce la formele diferențiale ale energiei interne:
{\displaystyle \mathrm {d} U\leq T\mathrm {d} S-p\mathrm {d} V+\sum _{i}\mu _{i}\,\mathrm {d} N_{i}\,}
Aplicând repetat transformările Legendre, se obțin expresiile diferențiale ale celor patru potențiale:
| {\displaystyle \mathrm {d} U\,} | {\displaystyle \!\!\leq \!\!} |                     | {\displaystyle T\mathrm {d} S\,} | {\displaystyle -\,} | {\displaystyle p\mathrm {d} V\,} | {\displaystyle +\sum _{i}\mu _{i}\mathrm {d} N_{i}\,} |
| {\displaystyle \mathrm {d} F\,} | {\displaystyle \!\!\leq \!\!} | {\displaystyle -\,} | {\displaystyle S\mathrm {d} T\,} | {\displaystyle -\,} | {\displaystyle p\mathrm {d} V\,} | {\displaystyle +\sum _{i}\mu _{i}\mathrm {d} N_{i}\,} |
| {\displaystyle \mathrm {d} I\,} | {\displaystyle \!\!\leq \!\!} |                     | {\displaystyle T\mathrm {d} S\,} | {\displaystyle +\,} | {\displaystyle V\mathrm {d} p\,} | {\displaystyle +\sum _{i}\mu _{i}\mathrm {d} N_{i}\,} |
| {\displaystyle \mathrm {d} G\,} | {\displaystyle \!\!\leq \!\!} | {\displaystyle -\,} | {\displaystyle S\mathrm {d} T\,} | {\displaystyle +\,} | {\displaystyle V\mathrm {d} p\,} | {\displaystyle +\sum _{i}\mu _{i}\mathrm {d} N_{i}\,} |

Infinitezimalele din membrul drept al fiecărei relații de mai sus este în funcție de parametrii potențialului din membrul stâng. Relațiile de mai sus ilustrează faptul că atunci când parametrii potențialului sunt menținuți constanți, valoarea potențialului descrește ireversibil, apropiindu-se de o valoare constantă, minimă, la echilibru.
Relații similare pot fi scrise pentru orice alt potențial termodinamic.

## Ecuațiile de stare
Relațiile prezentate mai sus pot fi folosite pentru obținerea formelor diferențiale ale unor parametri termodinamici. Dacă se notează cu Φ un potențial termodinamic oarecare, ecuațiile de mai sus capătă forma:
{\displaystyle \mathrm {d} \Phi =\sum _{i}x_{i}\,\mathrm {d} y_{i}\,}
unde {\displaystyle x_{i}} și {\displaystyle y_{i}} sunt perechi de parametri conjugați, iar {\displaystyle y_{i}} sunt parametrii potențialului {\displaystyle \Phi }. Prin derivare rezultă:
{\displaystyle x_{j}=\left({\frac {\partial \Phi }{\partial y_{j}}}\right)_{\{y_{i\neq j}\}}}
unde {\displaystyle \{y_{i\neq j}\}} este setul de parametri ai {\displaystyle \Phi } cu excepția {\displaystyle y_{j}}. Rezultă expresiile diferiților parametri termodinamici în funcție de derivatele potențialelor în funcție de parametrii lor. Aceste ecuații sunt cunoscute ca ecuații de stare pentru că leagă parametrii termodinamici ai stării. Pentru potențialele U, F , I și G se obține:
{\displaystyle +T=\left({\frac {\partial U}{\partial S}}\right)_{V,\{N_{i}\}}=\left({\frac {\partial I}{\partial S}}\right)_{p,\{N_{i}\}}}
{\displaystyle -p=\left({\frac {\partial U}{\partial V}}\right)_{S,\{N_{i}\}}=\left({\frac {\partial F}{\partial V}}\right)_{T,\{N_{i}\}}}
{\displaystyle +V=\left({\frac {\partial I}{\partial p}}\right)_{S,\{N_{i}\}}=\left({\frac {\partial G}{\partial p}}\right)_{T,\{N_{i}\}}}
{\displaystyle -S=\left({\frac {\partial G}{\partial T}}\right)_{p,\{N_{i}\}}=\left({\frac {\partial F}{\partial T}}\right)_{V,\{N_{i}\}}}
{\displaystyle ~\mu _{j}=\left({\frac {\partial \phi }{\partial N_{j}}}\right)_{X,Y,\{N_{i\neq j}\}}}
unde, în ultima ecuație, {\displaystyle \phi } este oricare din potențialele termodinamice U, F, I, G iar {\displaystyle {X,Y,\{N_{j\neq i}\}}} este setul de parametri ai acestor potențiale, exclusiv {\displaystyle N_{i}}. Folosind toate potențialele se obțin și alte ecuații de stare, ca:
{\displaystyle -N_{j}=\left({\frac {\partial U[\mu _{j}]}{\partial \mu _{j}}}\right)_{S,V,\{N_{i\neq j}\}}}
Prin urmare, toate informațiile termodinamice despre sistem pot fi cunoscute și ecuațiile fundamentale ale oricărui potențial pot fi găsite pe baza ecuațiilor de stare.

## Relațiile Maxwell
Fie {\displaystyle x_{i}} și {\displaystyle y_{i}} o pereche de parametri conjugați, și {\displaystyle y_{i}} un parametru al unui potențial {\displaystyle \Phi }. Se aplică derivarea ecuațiilor de stare conform relațiilor următoare:
{\displaystyle \left({\frac {\partial }{\partial x_{j}}}\left({\frac {\partial \Phi }{\partial y_{k}}}\right)_{\{y_{i\neq k}\}}\right)_{\{x_{i\neq j}\}}=\left({\frac {\partial }{\partial y_{k}}}\left({\frac {\partial \Phi }{\partial x_{j}}}\right)_{\{x_{i\neq j}\}}\right)_{\{y_{i\neq k}\}}}
Din astea, pentru potențialele U, F, I, G se obțin relațiile Maxwell:
{\displaystyle \left({\frac {\partial T}{\partial V}}\right)_{S,\{N_{i}\}}=-\left({\frac {\partial p}{\partial S}}\right)_{V,\{N_{i}\}}}
{\displaystyle \left({\frac {\partial T}{\partial p}}\right)_{S,\{N_{i}\}}=+\left({\frac {\partial V}{\partial S}}\right)_{p,\{N_{i}\}}}
{\displaystyle \left({\frac {\partial S}{\partial V}}\right)_{T,\{N_{i}\}}=+\left({\frac {\partial p}{\partial T}}\right)_{V,\{N_{i}\}}}
{\displaystyle \left({\frac {\partial S}{\partial p}}\right)_{T,\{N_{i}\}}=-\left({\frac {\partial V}{\partial T}}\right)_{p,\{N_{i}\}}}
Pentru ecuațiile de stare care conțin potențiale termodinamice se obțin relațiile:
{\displaystyle \left({\frac {\partial T}{\partial N_{j}}}\right)_{V,S,\{N_{i\neq j}\}}=-\left({\frac {\partial \mu _{j}}{\partial S}}\right)_{V,\{N_{i}\}}}
iar pentru alte potențiale se obțin relații ca:
{\displaystyle \left({\frac {\partial N_{j}}{\partial V}}\right)_{S,\mu _{j},\{N_{i\neq j}\}}=-\left({\frac {\partial p}{\partial \mu _{j}}}\right)_{S,V\{N_{i\neq j}\}}}
{\displaystyle \left({\frac {\partial N_{j}}{\partial N_{k}}}\right)_{S,V,\mu _{j},\{N_{i\neq j,k}\}}=-\left({\frac {\partial \mu _{k}}{\partial \mu _{j}}}\right)_{S,V\{N_{i\neq j}\}}}

## Integralele Euler
Fie {\displaystyle x_{i}} and {\displaystyle y_{i}} o pereche de parametri conjugați, și {\displaystyle y_{i}} parametrii energiei interne.
Deoarece toți parametrii energiei interne U sunt variabile extensive:
{\displaystyle U(\{\alpha y_{i}\})=\alpha U(\{y_{i}\})\,}
pentru funcții omogene rezultă că energia internă poate fi scrisă ca:
{\displaystyle U(\{y_{i}\})=\sum _{j}y_{j}\left({\frac {\partial U}{\partial y_{j}}}\right)_{\{y_{i\neq j}\}}}
Din ecuația de stare se obține:
{\displaystyle U=TS-pV+\sum _{i}\mu _{i}N_{i}\,}
Substituind în expresiile altor potențiale termodinamice se obține:
{\displaystyle F=-pV+\sum _{i}\mu _{i}N_{i}\,}
{\displaystyle I=TS+\sum _{i}\mu _{i}N_{i}\,}
{\displaystyle G=\sum _{i}\mu _{i}N_{i}\,}
Aceste procedeu se poate aplica oricăror potențiale termodinamice.

## Relațiile Gibbs-Duhem
Deducerea ecuațiilor Gibbs-Duhem din ecuațiile de stare termodinamice este imediată . Energia liberă Gibbs {\displaystyle G\,} poate fi la echilibrul chimic exprimată ca diferențială totală:
{\displaystyle \mathrm {d} G=\left.{\frac {\partial G}{\partial p}}\right|_{T,N}\mathrm {d} p+\left.{\frac {\partial G}{\partial T}}\right|_{p,N}\mathrm {d} T+\sum _{i=1}^{n}\left.{\frac {\partial G}{\partial N_{i}}}\right|_{p,N_{j\neq i}}\mathrm {d} N_{i}\,}
Substituind în ecuațiile Maxwell și ținând cont de expresia potențialului chimic aceasta devine:
{\displaystyle \mathrm {d} G=V\mathrm {d} p-S\mathrm {d} T+\sum _{i=1}^{n}\mu _{i}\mathrm {d} N_{i}\,}
Potențialul chimic este același lucru cu energia liberă molară Gibbs, ca urmare:
{\displaystyle G=\sum _{i=1}^{n}\mu _{i}N_{i}\,}
{\displaystyle \mathrm {d} G=\sum _{i=1}^{n}\mu _{i}\mathrm {d} N_{i}+\sum _{i=1}^{n}N_{i}\mathrm {d} \mu _{i}\,}
Prin scădere se obține relația Gibbs-Duhem:
{\displaystyle \sum _{i=1}^{n}N_{i}\mathrm {d} \mu _{i}=-S\mathrm {d} T+V\mathrm {d} p\,}
Relația Gibbs-Duhem este o relație între parametrii intensivi ai sistemului. prin urmare, pentru un sistem simplu cu {\displaystyle n} componente, vor fi {\displaystyle n+1} parametri independenți, sau grade de libertate. De exemplu, un sistem simplu cu o singură componentă va avea două grade de libertate și va fi definită de doar doi parametri, de exemplu presiunea și volumul. Relația este numită așa după Josiah Gibbs și Pierre Duhem.

### Aplicare la sisteme ternare și multicomponente
Se pot deduce expresii matematice ale potențialului chimic pentru sisteme ternare și multicomponente folosind relațiile Gibbs - Duhem cum ar cel din următorul exemplu din termodinamica sistemelor multicomponente dat mai jos pentru energia liberă molară:
{\displaystyle {\bar {G_{2}}}=G+(1-x_{2})\left({\frac {\partial G}{\partial x_{2}}}\right)_{\frac {x_{1}}{x_{3}}}}
Se exprimă fracție molară a unor componenti ca funcții de ale altor componenți:
{\displaystyle x_{1}={\frac {1-x_{2}}{1+{\frac {x_{3}}{x_{1}}}}}}
{\displaystyle x_{3}={\frac {1-x_{2}}{1+{\frac {x_{1}}{x_{3}}}}}}
Câturi diferențiale pot fi formate la rapoarte constante ca cele de mai sus:
{\displaystyle \left({\frac {\partial x_{1}}{\partial x_{2}}}\right)_{\frac {x_{1}}{x_{3}}}=-{\frac {x_{1}}{1-x_{2}}}},
{\displaystyle \left({\frac {\partial x_{3}}{\partial x_{2}}}\right)_{\frac {x_{1}}{x_{3}}}=-{\frac {x_{3}}{1-x_{2}}}}
Rapoarte X, Y, Z de fracții molare pentru sisteme ternare și multicomponente:
{\displaystyle X={\frac {x_{3}}{x_{1}+x_{3}}}}
{\displaystyle Y={\frac {x_{3}}{x_{2}+x_{3}}}}
{\displaystyle Z={\frac {x_{2}}{x_{1}+x_{2}}}}
pentru rezolvarea edp-uri ca:
{\displaystyle \left({\frac {\partial \mu _{2}}{\partial n_{1}}}\right)_{n_{2},n_{3}}=\left({\frac {\partial \mu _{1}}{\partial n_{2}}}\right)_{n_{1},n_{3}}}

## Reacțiile chimice
Relațiile de mai sus sunt utile în termodinamica chimică și indică direcția în care reacția va avea loc. Valorile depind de condițiile de reacție, ca în tabelul următor. Cu Δ sunt notate variațiile de potențial, care la echilibru sunt zero.
|            | V constant | p constant |
| ---------- | ---------- | ---------- |
| S constant | ΔU         | ΔI         |
| T constant | ΔF         | ΔG         |

Cel mai adesea reacțiile chimice au loc la presiune și temperatură constantă, astfel că potențialul energiei libere Gibbs este cel mai folosit la studiul reacțiilor chimice.